# Legio (Judeia)
Legio era um acampamento militar ao sul de Megido, na Galileia, na província romana da Judeia.

## Localização
A localização aproximada do acampamento da Legio VI Ferrata já era conhecido pela persistência de seu nome, na forma modificada de Lajjun, nome pelo qual uma vila árabe-palestina é conhecida. Ela ficava perto da antiga cidade de "Rimmon", provavelmente a mesma "Hadadrimom" de Zacarias 12:11, que, no século III, foi rebatizada de Maximianópolis ("Cidade de Maximiano") por Diocleciano, uma homenagem ao seu coimperador Maximiano. Os dois lugares estavam numa mesma sé episcopal, geralmente chamada de "Maximianópolis", mas que, em uma lista antiga, é chamada de "Legionum" (plural genitivo do termo latino "Legio"), apesar do original grego ser "Maximianópolis".

## Pesquisa moderna
Entre 2002 e 2003, uma pesquisa arqueológica foi realizada na região de Legio por Yotam Tepper como parte de sua tese de mestrado. A pesquisa localizou o acampamento legionário na encosta norte da colina de El-Manach, a vila de Ceparcotano numa colina vizinha e a cidade de Maximianópolis no local do moderno kibutz de Megido. Em 2013, Tepper e o "Projeto Regional do Vale de Jezreel" escavaram trincheiras de teste de aproximadamente 90 x 5 metros que revelaram evidências inequívocas do acampamento. Nenhum quartel-general deste tipo deste período foi escavado até o momento em todo o Império Romano do Oriente e as escavações de 2013 revelaram aterros defensivos, baluartes à toda volta, áreas de alojamento e outros artefatos, incluindo telhas com o nome da VI Ferrata, moedas e fragmentos de armaduras.